# Dívčí Hrad
Dívčí Hrad (en allemand : Maidelberg ; en polonais : Dziewczęcy Gród) est une commune du district de Bruntál, dans la région de Moravie-Silésie, en République tchèque. Sa population s'élevait à 299 habitants en 2021.

## Géographie
Dívčí Hrad se trouve à 10 km au sud-est de Prudnik (Pologne), à 31 km au nord-nord-est de Bruntál, à 66 km au nord-ouest d'Ostrava et à 229 km à l’est-nord-est de Prague.
La commune est limitée par la Pologne au nord, par Hlinka au nord-est, par Osoblaha à l'est, par Bohušov au sud-est, par Liptaň au sud, et par Vysoká à l'ouest.

## Histoire
La première mention écrite de la localité date de 1267.

## Transports
Par la route, Dívčí Hrad se trouve à 11 km de Město Albrechtice, à 14 km de Prudnik, à 46 km de Bruntál, à 88 km d'Ostrava et à 291 km de Prague.